# Pseudostheneboea aberrans
Pseudostheneboea aberrans is een insect uit de orde Phasmatodea en de familie Phasmatidae. 